# Intertoto Cup 1977
De Intertoto Cup was sinds 1967 een mogelijkheid voor ploegen om in de zomer te kunnen blijven voetballen. Deze editie van 1977 werd zoals gebruikelijk gehouden tijdens deze zomerstop. Er werden alleen groepswedstrijden georganiseerd, omdat het onhaalbaar bleek om nog knock-outronden te spelen na de zomerstop. Clubs hadden daarvoor een te druk programma en de UEFA had bepaald dat ploegen die al aan UEFA-toernooien zoals de twee edities van de Europa Cup meededen, niet mochten deelnemen aan andere toernooien.
Aan deze editie van het toernooi deden 40 ploegen mee, vier minder dan vorig jaar. Er waren tien groepen van vier teams. Elk team speelde zes wedstrijden. Er deden zes ploegen mee uit Oostenrijk; vijf uit Tsjecho-Slowakije; vier uit Denemarken, Polen, West-Duitsland, Zweden en Zwitserland; twee uit Israël, de SFR Joegoslavië en Nederland en één uit België, Bulgarije en Noorwegen.
Slavia Praag uit Tsjecho-Slowakije (groep 5) haalde dit toernooi de hoogste score: tien punten en een doelsaldo van +15.

## Eindstanden

### Groep 1
| plaats | Club               | Doelpunten | Punten |
| ------ | ------------------ | ---------- | ------ |
| 1.     | Halmstads BK       | 12 : 8     | 7      |
| 2.     | Vojvodina Novi Sad | 14 : 12    | 7      |
| 3.     | FC Amsterdam       | 9 : 9      | 5      |
| 4.     | Maccabi Yaffa      | 9 : 15     | 5      |

### Groep 2
| plaats | Club             | Doelpunten | Punten |
| ------ | ---------------- | ---------- | ------ |
| 1.     | MSV Duisburg     | 13 : 7     | 8      |
| 2.     | Standard Luik    | 8 : 9      | 7      |
| 3.     | FC Twente        | 13 : 13    | 6      |
| 4.     | Maccabi Tel-Aviv | 10 : 15    | 3      |

### Groep 3
| plaats | Club                | Doelpunten | Punten |
| ------ | ------------------- | ---------- | ------ |
| 1.     | Inter Bratislava    | 18 : 11    | 9      |
| 2.     | Eintracht Frankfurt | 13 : 8     | 7      |
| 3.     | Tirol Innsbruck     | 10 : 10    | 6      |
| 4.     | FC Zürich           | 4 : 16     | 2      |

### Groep 4
| plaats | Club             | Doelpunten | Punten |
| ------ | ---------------- | ---------- | ------ |
| 1.     | Slavia Sofia     | 13 : 7     | 10     |
| 2.     | Malmö FF         | 12 : 4     | 8      |
| 3.     | Hamburger SV     | 11 : 15    | 5      |
| 4.     | Grasshopper-Club | 5 : 15     | 1      |

### Groep 5
| plaats | Club                | Doelpunten | Punten |
| ------ | ------------------- | ---------- | ------ |
| 1.     | Slavia Praag        | 23 : 8     | 10     |
| 2.     | Legia Warschau      | 11 : 6     | 9      |
| 3.     | BSC Young Boys Bern | 8 : 16     | 3      |
| 4.     | Landskrona BoIS     | 7 : 19     | 2      |

### Groep 6
| plaats | Club         | Doelpunten | Punten |
| ------ | ------------ | ---------- | ------ |
| 1.     | BK Frem      | 16 : 4     | 9      |
| 2.     | Ruch Chorzów | 14 : 8     | 8      |
| 3.     | NK Rijeka    | 10 : 8     | 6      |
| 4.     | Grazer AK    | 1 : 21     | 1      |

### Groep 7
| plaats | Club               | Doelpunten | Punten |
| ------ | ------------------ | ---------- | ------ |
| 1.     | Jednota Trenčín    | 18 : 6     | 10     |
| 2.     | Zagłębie Sosnowiec | 13 : 4     | 10     |
| 3.     | Lillestrøm SK      | 5 : 15     | 2      |
| 4.     | Linzer ASK         | 4 : 15     | 2      |

### Groep 8
| plaats | Club              | Doelpunten | Punten |
| ------ | ----------------- | ---------- | ------ |
| 1.     | Slovan Bratislava | 16 : 8     | 9      |
| 2.     | Hertha BSC        | 6 : 2      | 8      |
| 3.     | B 1903 Kobenhavn  | 4 : 7      | 4      |
| 4.     | Admira Wacker     | 4 : 13     | 3      |

### Groep 9
| plaats | Club              | Doelpunten | Punten |
| ------ | ----------------- | ---------- | ------ |
| 1.     | Östers IF         | 13 : 7     | 10     |
| 2.     | TJ Zbrojovka Brno | 14 : 9     | 8      |
| 3.     | Austria Salzburg  | 5 : 9      | 3      |
| 4.     | AB Alborg         | 6 : 13     | 3      |

### Groep 10
| plaats | Club                 | Doelpunten | Punten |
| ------ | -------------------- | ---------- | ------ |
| 1.     | Pogon Szczecin       | 11 : 4     | 9      |
| 2.     | Kjøbenhavns Boldklub | 8 : 10     | 6      |
| 3.     | Sturm Graz           | 10 : 6     | 5      |
| 4.     | CS Chênois           | 3 : 12     | 4      |